# Neguitus calcaratus
Neguitus calcaratus är en insektsart som beskrevs av Navás 1912. Neguitus calcaratus ingår i släktet Neguitus och familjen myrlejonsländor. Inga underarter finns listade i Catalogue of Life.